# Палаццо Мадама (Рим)
Пала́ццо Мада́ма (итал. Palazzo Madama) — историческое здание в центре Рима. Располагается между Пьяцца Навона и Пантеоном, с фасадом, выходящим на улицу Корсо дель Ринашименто. Памятник архитектуры XV—XVII веков. Палаццо получило название в честь «мадам» Маргариты Австрийской, супруги герцога Алессандро Медичи, которая жила в этом дворце в 1537—1559 годах. В наше время — резиденция Сената Итальянской республики.

## История
Земля, на которой стоит Палаццо Мадама, вместе с соседней Пьяцца Навона почти пять столетий принадлежала монахам-бенедиктинцам французского аббатства Фарфа, которые искали место для приёма французских паломников в Риме, что дало площади первоначальное название Пьяцца Лонгобарда (piazza Longobarda). После смены многих владельцев построенное на этом месте здание в 1505 году приобрёл кардинал Джованни Медичи, сын Лоренцо Великолепного и будущий папа Лев X, поручив архитектору Джулиано да Сангалло значительные перестройки.
После изгнания семьи Медичи из Флоренции папа Лев X сделал здание римской резиденцией влиятельной семьи. С передачей того, что осталось от семейной флорентийской библиотеки, дворец стал одним из центров гуманитарной культуры Рима. Продав здание из-за неотложных долгов своей невестке Альфонсине Орсини, Лев X вернул дом во владение после смерти Альфонсины в 1520 году согласно её завещанию. После смерти Льва X в 1521 году Палаццо Мадама было передано его двоюродному брату Джулио де Медичи, который жил здесь в подростковом возрасте и впоследствии стал папой под именем Климента VII. Этот период в истории здания связан со вторым изгнанием семьи Медичи из Флоренции в 1527—1530 годах.
Мадам Маргарита Австрийская, дочь императора Карла V Габсбурга и супруга герцога Алессандро Медичи, овдовев в 1537 году, вышла замуж вторым браком за Оттавио Фарнезе и долгое время жила во дворце: именно тогда дворец получил имя, которое сохраняет по настоящее время.
После отъезда мадамы на пост губернатора Соединенных провинций в 1559 году резиденция сдавалась в аренду многим лицам. В конце концов дворец вернулся к представителю семьи Фердинандо I Медичи, который прожил там несколько лет в качестве кардинала: когда он уехал, чтобы принять Великое герцогство во Флоренции, то оставил палаццо своему соратнику, кардиналу Франческо Марии Борбоне дель Монте, принадлежащего в силу своего родства с бурбонско-наваррской ветвью — к профранцузской фракции папской дипломатии. Дворец тогда находился в плачевном состоянии, но это не помешало кардиналу иметь «музыкальную комнату», в которой "он хотел поместить «Лютниста» рядом с «Музыкантами» Караваджо (живописец Караваджо прожил несколько лет в Палаццо Мадама).
Тосканский посол Никколини в 1635 году убедил Карло ди Фердинандо Медичи не продавать дворец и приступить, вместо этого, к его дальнейшей реконструкции: барочный фасад, спроектированный Паоло Марушелли (Paolo Maruscelli) был завершён в 1642 году.
В 1673 году великий герцог Тосканы Козимо III Медичи основал в Палаццо Мадама Флорентийскую академию в Риме (l’Accademia Fiorentina nell’Urbe) во главе с художниками стиля барокко Чиро Ферри и Эрколе Феррата.
Члены семьи Медичи не жили в здании до 1725 года. Когда особняк заняла Виоланта Беатриса Баварская (в замужестве — великая принцесса Тосканская) палаццо пережило новый период великолепия как место театральных представлений, балов и дипломатических приёмов, а также в качестве резиденции Академии Аркадии и Академии деи Квирини (Arcadia e dell’Accademia dei Quirini).
В 1737 году, Великое герцогство Тосканское перешло от Дома Медичи к Лотарингскому дому и Палаццо Мадама было включено в его собственность. В 1755 году дворец приобрёл папа Бенедикт XIV (его герб до сих пор находится на главном портале) и он стал одной из резиденций Святого Престола.
В 1798—1799 годах в Палаццо Мадама размещался центральный аппарат Римской республики. В 1849 году Пий IX перевёл в здание Министерство финансов и государственного долга, а также Папскую почту. По этому случаю были предприняты реставрационные работы. В феврале 1871 года было принято решение о размещении в палаццо Сената Королевства Италия.
Палаццо Мадама и прилегающие к нему здания претерпели дальнейшую реконструкцию в течение первых тридцати лет XX века.
В истории не раз возникал спор о праве собственности на дворец. Среди французских путешественников этот спор породил легенду о том, что апеллятив «Мадама» может относиться и к королеве Франции Екатерине Медичи. Сенат королевства Италии до размещения в римском дворце собирался в Турине во дворце, который также носит имя Мадамы; иногда это приводило к мысли о существовании единой «Мадамы» для двух городов. На самом деле это разные фигуры, олицетворяющие совершенно разные эпохи и реалии. Первой госпожой Турина была Мария Кристина Бурбон, олицетворяющая период, когда в XVII века герцогство Савойское находилось в орбите французской внешней политики. Даже в XVII веке регентство над герцогством осуществляла вторая госпожа Реале из Турина, Мария Джованна Баттиста из Савойи-Немур: она разделяла со второй римской мадамой заметную склонность к покровительству искусству. В Риме первой «мадам» была Маргарита Австрийская, которая напоминает о Ренессансе XVI века и связи с папством и империей. Второй госпожой Рима была Виоланте Беатриче Баварская, последняя владелица семьи Медичи, покровительница писателей и художников и типичный персонаж XVIII века. В народном воображении история двух женщин (проживших два столетия), от которых и произошло название Палаццо Мадама, переплетена и запутана.

## Архитектура и интерьеры здания
Палаццо Мадама из-за конфигурации примыкающих улиц имеет сложный план подобный пятиугольнику со сторонами, различающимися по длине. Барочный фасад четырёхэтажного здания, спроектированный Паоло Марушелли (Paolo Maruscelli), был завершён в 1642 году. Он отличается абсолютной симметрией, рустованными углами, мощным карнизом и сложными наличниками окон. На фризе в верхней части фасада помещены изображения львов, на входном портале — шкура Немейского льва из древнегреческого мифа о Геракле, что напоминает о мифической генеалогии рода Медичи, восходящему к Тиррену, сыну Геракла и Омфалы и прародителю тирренов.
Главный вход со стороны Корсо дель Ринашименто ведёт к «Почётному двору» (Cortile d’Onore) прямоугольной формы с бронзовой статуей работы скульптора Эмилио Греко, получившей прозвание «Большая сгорбленная фигура» (Grande figura accoccolata, 1971). Слева от входного портика начинается «Почётная лестница» (Scala d’onore). На другой лестнице, на которую можно попасть от входа по соседству с французской церковью в Сан-Луиджи-деи-Франчези имеется позолоченный деревянный потолок XVI века с гербом Медичи и изображением морских божеств.
На первом этаже расположены официальные помещения. Законодательный зал представляет собой комнату, обитую красным. За сиденьем Председателя Сената помещены две таблички с надписями: одна упоминает о провозглашении республики после референдума 1946 года; на другой — слова, которыми Витторио Эммануэле II отметил провозглашение объединения Италии 17 марта 1861 года. Помещение стилизовано под античность. Куполообразный потолок покрыт гипсовой имитацией расписной ткани: он называется «веларио» (итал. velario — тент, навес) и содержит медальоны с изображениями Четырёх юристов, Четырёх гражданских добродетелей и Четырёх столиц до объединения Римского королевства.
В «Зале Кавур» (по имени освободителя Италии К. Кавура) в центре плафона помещена овальная роспись «Вакх и Ариадна» работы Дж. Б. Питтони. В зале собираются члены правительства и иногда в нём проводятся заседания Совета министров.
«Комната Маккари», также известная как «жёлтая комната» из-за цвета стен, обитых жёлтым дамасским шёлком, получила своё название от фрески работы живописца конца XIX века Маккари, Чезаре Чезаре Маккари, который украсил её после победы в конкурсе, объявленном Министерством образования в 1880 году. Роспись плафона включает четыре аллегорические фигуры, окружающие центральный мотив — олицетворение торжествующей Италии. Четыре медальона представляют аллегории торговли, сельского хозяйства и промышленности, вооружённых сил, науки и искусства. На стенах изображены пять известных эпизодов из истории Сената Древнего Рима. Первая фреска справа изображает Аппия Клавдия, которого ведут в сенат, чтобы увещевать римлян не принимать условия мира, предложенные Чинеей, послом Пирра. Две меньшие картины на стене перед входом, разделённые большим окном, изображают бесстрастного сенатора Папирио Галло перед кельтами, вторгшимися в Рим, а другая — попытку восстания самнитов против Курия Дентата.
Третья фреска представляет Сенат Рима в тот момент, когда Цицерон в своей речи обличал Катилину. Последняя фреска изображает консула Марка Аттилия Регула, который советует римскому Сенату противодействовать Карфагену.
Исторический и художественный интерес представляют и многие другие залы и комнаты дворца.
- Деталь фриза фасада дворца с изображением льва
- Интерьер Зала заседаний Сената Итальянской республики
- «Зал Маккари». Архивная фотография 1895 года
- Ч. Маккари. Цицерон произносит речь против Катилины в Римском сенате. Фреска «Зала Маккари». 1889
- Ч. Маккари. Цицерон произносит речь против Катилины в Римском сенате. Деталь фрески
- Ч. Маккари. Величие Свободы. Деталь росписи плафона «Зала Маккари»